# Саймън Шама
Саймън Майкъл Шама(на английски: Simon Michael Schama, р. 13 февруари 1945), е историк и университетски преподавател.
От трудовете му за история и изкуство с авторитет се ползват Landscape and Memory („Пейзаж и памет“), Dead Certainties („Мъртви неизбежности“), Rembrandt's Eyes („Очите на Рембранд“) както и неговата история на Френската революция Citizens („Граждани“). Той е известен преди всичко с написването и воденето на 15-серийния документален филм на БиБиСи A History of Britain („История на Британия“). Бил е критик по култура и изкуство в „Ню Йоркър“. Добива званието кавалер на ордена на Британската империя.

## Биография
Роден е в Мерилебоун, Лондон. Майка му Герти (родена Щайнберг) е от литовско ашкенази семейство (от Каунас, днешна Литва), а баща му Артур Шама е от сефарадски произход от Смирна (днешен Измир в Турция), който по-късно е преминал през Молдова и Румъния.
В средата на 40-те години семейството се премества в Саутенд он Сий в Есекс, преди да се върне в Лондон. През 1956 г. Саймън Шама печели стипендия за частно училище в Крикълууд. После следва история в Христовия колеж на Кеймбриджкия университет, където му преподава Джон Х. Плъмб. Завършва университета като първенец на випуск 1966 г.
За кратко Шама е лектор по история в Кеймбридж. След това преподава известно време в Оксфорд, където през 1976 г. е избран за сътрудник в колежа „Брасенос“, специализирал върху темата на Френската революция.
По това време Шама написва първата си книга „Патриоти и освободители“, която печели наградата „Улфсън“. Първоначално книгата е замислена като изследване на Френската революция, но както е публикувана през 1977 г., тя се фокусира върху ефекта от революцията през 80-те години на 18. век в Холандия и нейните последици.
Втората му книга „Двама от рода Ротшилд и земята Израел“ (1978) е изследване на ционистките цели на Едмънд и Джеймс Ротшилд.
През 1980 г. Шама става хабилитиран преподавател в Харвардския университет. Следващата му книга „Срамът на богатите“ (1987) отново се фокусира върху холандската история. Шама интерпретира двусмислията, които са ключови за етическата рамка на Нидерландския златен век през 17. век, крепяща се на баланса между противоположните императиви: стремежа да се живее богато и с власт и стремежа да се живее благочестиво. Иконографските доказателства, които Шама използва, общо 317 илюстрации, на емблеми и пропагандни материали, които чертаят особеностите на холандския характер, стават основа за авторитета на изследователя през 90-те години като коментатор на изкуството и визуалната култура.
„Гражданите“ (1989), написана в кратки срокове по поръчка на издателя си, всъщност материализира в книга дългоочакваното му изследване на Френската революция и печели наградата за книга на могъщата компания за изчислителна техника NCR през 1990 г. Виждането му, че насилието на Терора е присъщо на Революцията от самото ѝ начало, обаче получава сериозна негативна критика.

## Личен живот
Женен е за Вирджиния Папайоану, генетичка от Калифорния; имат две деца, Клои и Габриел. От 2014 г. живеят в Брайърклиф Манър, на 50 км северно от Ню Йорк.

### Книги
- Patriots and Liberators: Revolution in the Netherlands 1780 – 1813 (1977)
- Two Rothschilds and the Land of Israel (1978)
- The Embarrassment of Riches: An Interpretation of Dutch Culture in the Golden Age (1987)
- Citizens: A Chronicle of the French Revolution (1989)
- Dead Certainties: Unwarranted Speculations (1991)
- Landscape and Memory (1995)[12]
- Rembrandt's Eyes (1999)[12]
- A History of Britain Vol. I (2000, ISBN 0-563-48714-3)
- A History of Britain Vol. II (2001, ISBN 0-563-48718-6)
- A History of Britain Vol. III (2002, ISBN 0-563-48719-4)
- Hang Ups: Essays on Art (2005)
- Rough Crossings (2005, ISBN 0-06-053916-X)
- Simon Schama's Power of Art (2006, ISBN 0-06-117610-9)
- The American Future: A History (2009, ISBN 0-06-053923-2)
- Scribble, Scribble, Scribble: Writing on Politics, Ice Cream, Churchill and My Mother (2011, ISBN 978-0062009869)
- The Story of the Jews, Volume I: Finding the Words, 1000 BCE-1492 CE (2013, Bodley Head, ISBN 978-1-84792-132-1)[13]
- The Face of Britain: The Nation through Its Portraits (2015, ISBN 9780241963715)
- Belonging: The Story of the Jews 1492–1900, Volume II of the trilogy (2017, Bodley Head, ISBN 9781847922809)[14]
- Foreign Bodies: Pandemics, Vaccines and the Health of Nations (2023, ISBN 9781471169892)

### На български
- „Ненатурална красота“. Превод Боян Станчев. // Литературен вестник, 1 – 7.03.2006, с. 16.
- „Ще се върне ли моралът на парите?“ Архив на оригинала от 2016-03-09 в Wayback Machine.. Превод Теодор Тодоров. // Правен свят, 1 юни 2009.

## Телевизионни документални филми
- Landscape and Memory (1995), in five parts
- Rembrandt: The Public Eye and the Private Gaze (1995)
- A History of Britain by Simon Schama – BBC (2000), в петнайсет части
- Murder at Harvard – PBS (2003)
- Rough Crossings – BBC (2005)
- Simon Schama's Power of Art – BBC (2006), в осем части
- The American Future: A History – BBC (2008), в четири части
- Simon Schama's John Donne – BBC (2009)
- Simon Schama's: Obama's America – BBC (2009)
- Simon Schama's Shakespeare – BBC (2012)
- The Story of the Jews – BBC (2013), в пет части
- Schama on Rembrandt: Masterpieces of the Late Years – BBC (2014)
- The Face of Britain by Simon Schama – BBC (2015), в пет части
- Civilisations – BBC (2018), пет от девет части